# Haimon (Theben)

Stammbaum von Haimon

Haimon (altgriechisch Αἵμων Haímōn), latinisiert Hämon (lateinisch Haemon), ist in der griechischen Mythologie der Sohn des Kreon. In der Tragödie Antigone von Sophokles ist seine Mutter Eurydike.
In der dem Kinaithon zugeschriebenen Oidipodeia, einem kyklischen Epos aus dem 8.–6. Jahrhundert v. Chr., war Haimon der lieblichste und schönste der Knaben, die von der Sphinx erwürgt und verschlungen wurden.
In der griechischen Tragödie des 5. Jahrhunderts v. Chr. und in nachfolgenden Behandlungen des Sagenstoffes nahm sein Schicksal hingegen einen anderen Verlauf.
Als Ödipus als König von Theben zurücktrat, gab er das Königreich seinen beiden Söhnen Eteokles und Polyneikes, die vereinbarten, jährlich abwechselnd zu regieren. Nach dem ersten Jahr verweigerte Eteokles jedoch den Rücktritt, weshalb Polyneikes Theben mit seinen Verbündeten angriff (die Sieben gegen Theben). Beide Brüder kamen in der Schlacht um.
Kreon, der danach den Thron von Theben bestieg, verbot, Polyneikes zu beerdigen, da dieser gegen seine Vaterstadt gekämpft hatte. Antigone, Polyneikes’ Schwester, missachtete die Anordnung, wurde aber gefasst.
Ab hier gehen die Versionen auseinander. In der Tragödie Antigone von Sophokles verfügte Kreon, dass Antigone – wiewohl mit seinem Sohn Haimon verlobt – zur Strafe lebendig begraben werden solle. Sie erhängte sich, um diesem Schicksal zu entgehen; als Haimon ihre Leiche fand, nahm er sich ebenfalls das Leben.
Dagegen schritt in einer Tragödie des Euripides Dionysos nach der Urteilsverkündung ein und veranlasste Kreon, Antigone am Leben zu lassen und dem Haimon zur Gemahlin zu geben. Nach Hygin wiederum befahl Kreon seinem Sohn, Antigone zu töten. Haimon aber brachte sie zu Hirten auf das Land und lebte dort mit ihr in heimlicher Ehe. Jahre später begab sich ein Sohn aus dieser Verbindung nach Theben; Kreon jedoch erkannte seine Herkunft an einem Muttermal. Vergeblich trat selbst Herakles für das geflohene Liebespaar ein; woraufhin Haimon sich und seine Gattin tötete.